# Pingxiang (Jiangxi)
Pingxiang (kinesisk skrift: 萍乡; pinyin: Píngxiāng) er by på præfekturniveau i provinsen Jiangxi i det centrale Kina. Præfekturet , der ligger ved grænsen mellem Jiangxi og provinsen Hunan, har et areal på 3,827 km2, og en befolkningen på 1.860.000 mennesker (2007).
Byen blev grundlagt i 300-tallet. Området har rige forekomster af kul og porcelænsler. Pingxiang er den største kulproducent i provinsen Jiangxi og er kendt som «Syd-Kinas kulcenter».

## Administrative enheder
Pingxiang består af to bydistrikter og tre amter:
- Bydistriktet Anyuan (安源区), 212 km², 370.000 indbyggere (2002), sæde for lokalregeringen;
- Bydistriktet Xiangdong (湘东区), 853 km², 390.000 indbyggere (2002);
- Amtet Lianhua (莲花县), 1.062 km², 240.000 indbyggere (2002);
- Amtet Shangli (上栗县), 712 km², 490.000 indbyggere (2002);
- Amtet Luxi (芦溪县), 963 km², 270.000 indbyggere (2002).

## Trafik
Kinas rigsvej 319 fører gennem prefekturet. Den begynder i Xiamen i Fujian, løber mod nordvest gennem provinserne Jiangxi, Hunan, og Chongqing, til den ender i Chengdu, hovedstaden i provinsen Sichuan.
Kinas rigsvej 320 går også gennem området. Den begynder i Shanghai og går mod sydvest til grænsen mellem provinsen Yunnan og Burma. Undervejs passerer den blandt andet Hangzhou, Nanchang, Guiyang, Kunming og Dali.
27°38′N 113°51′Ø / 27.633°N 113.850°Ø